# Bunkerkirche Sankt Sakrament (Düsseldorf)

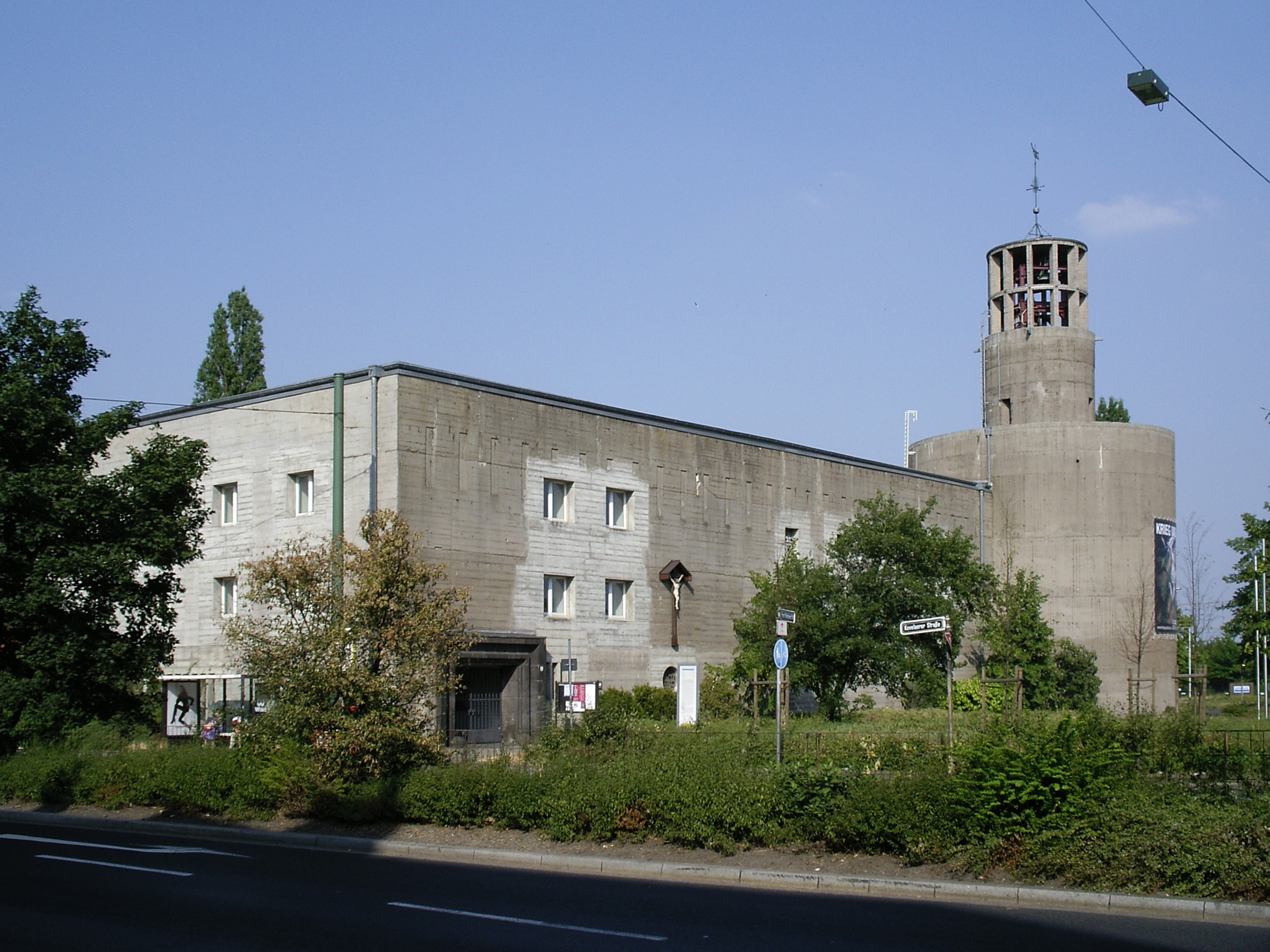
Gesamtansicht (2006)

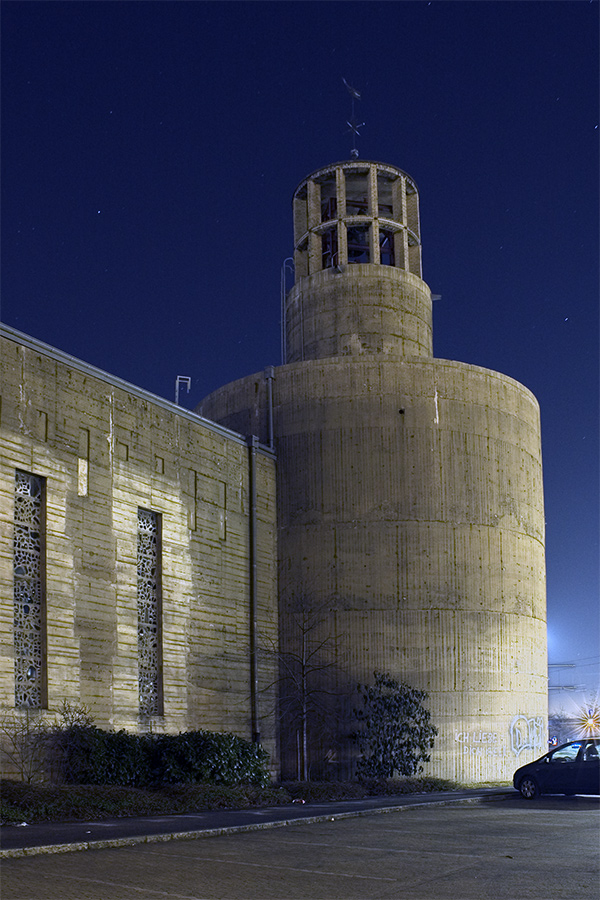
Bunkerkirche bei Nacht

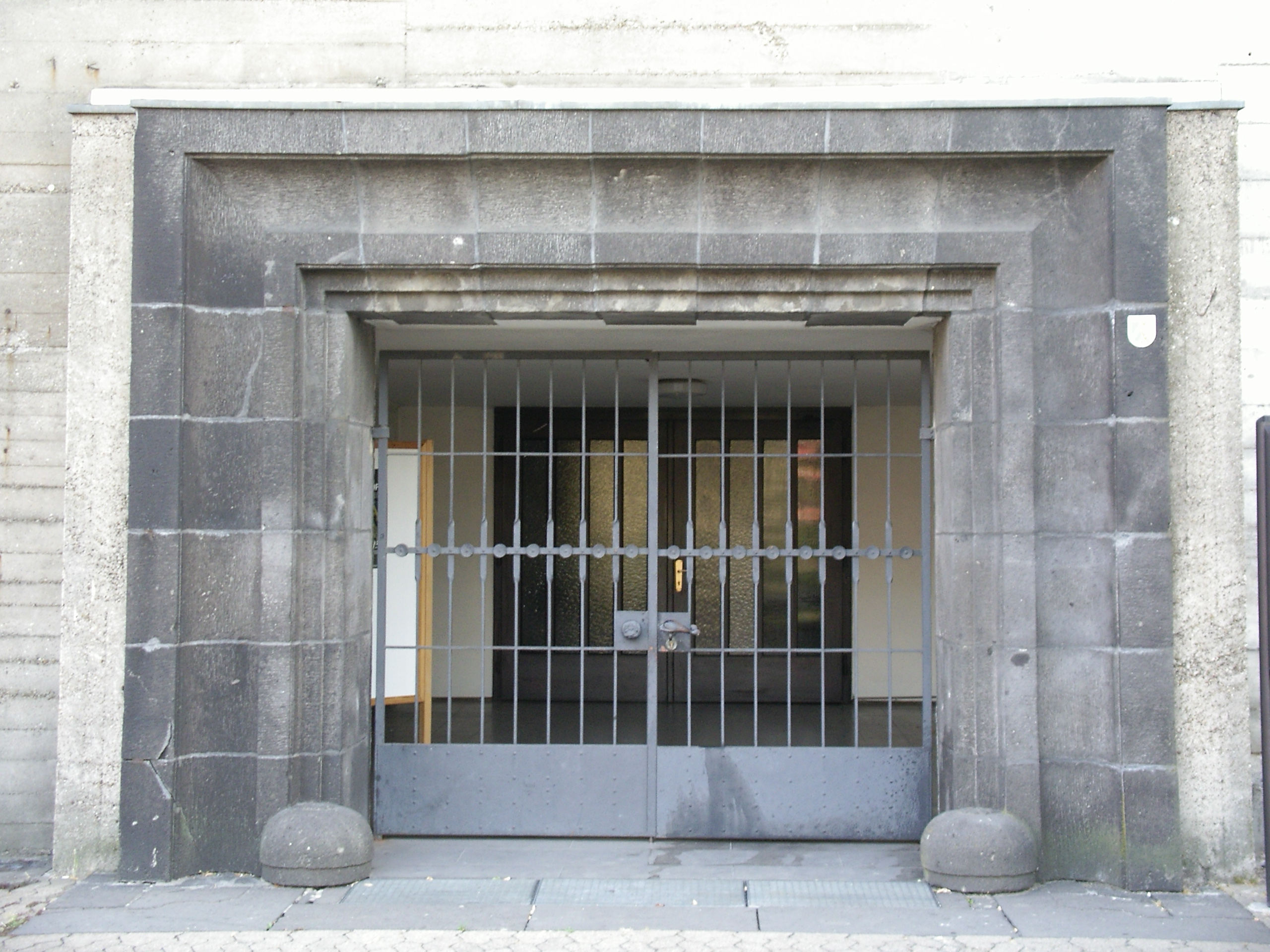
Eingang (2006)

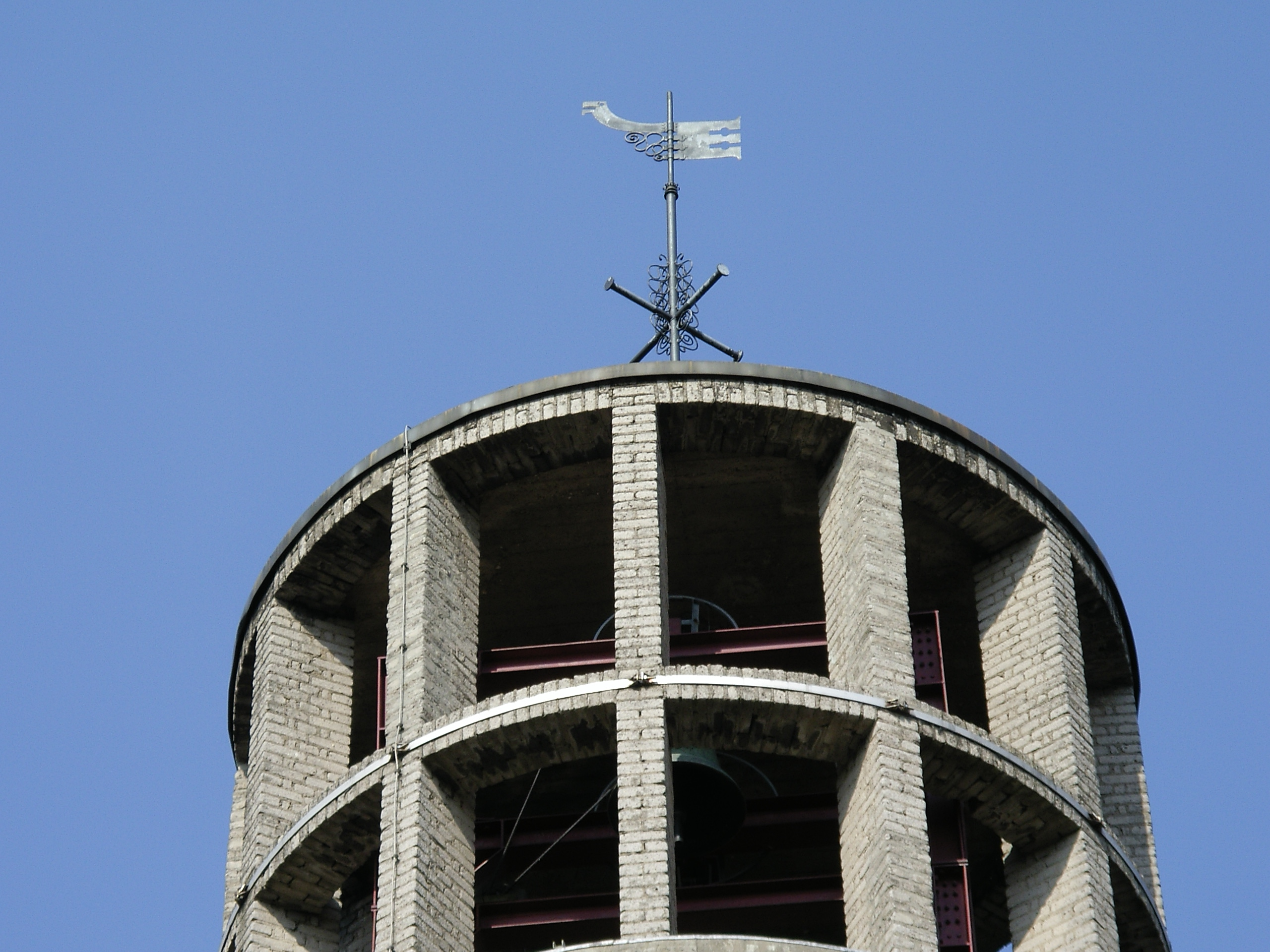
Turmspitze (2006)

Die ehemals römisch-katholische Bunkerkirche St. Sakrament, seit 2015 koptische Gemeinde St. Maria, im Düsseldorfer Stadtteil Heerdt (Heerdter Landstraße 270/Ecke Kevelaerer Straße) war ursprünglich ein Hochbunker aus dem Zweiten Weltkrieg, der auf vier Etagen rund 2300 Menschen Platz bot. Das unter Denkmalschutz gestellte Gebäude ist damit ein weltweit einzigartiges Gotteshaus und wurde treffenderweise auch als die „stabilste Kirche der Welt“ bezeichnet. Heute ist es Kirche, Mahnmal und Kunstort in einem.

## Geschichte
Als 1928 die Gemeinde St. Sakrament das Kirchengrundstück erwarb, konnte zunächst aus Geldmangel keine Kirche gebaut werden. Zwischen 1940 und 1942 wurde das Grundstück von den Nationalsozialisten enteignet, um einen Luftschutzhochbunker zu bauen. Aus Gründen der Tarnung gab man ihm die Form einer Kirche (Kirchenbunker). Der Architekt war Philipp Wilhelm Stang. Die Gemeinde nahm zunächst mit einer angrenzenden Notbaracke als Gotteshaus vorlieb, die 1944 einem Bombenangriff zum Opfer fiel; der Bunker dagegen überstand zahlreiche Treffer völlig unbeschadet.
Nach dem Krieg, am 17. Juni 1947, kam Carl Klinkhammer als Pfarrer nach St. Sakrament und leitete den Umbau des Bunkers zu Kirche und Wohnräumen ein. Der Umbau erfolgte nach Plänen des Architekten Philipp Wilhelm Stang von 1947 bis 1949. Dank seines Rufes und seiner Bekanntheit als „Ruhrkaplan“ gelang es Pfarrer Klinkhammer durch Vorträge und Predigten eine beträchtliche Summe für sein Vorhaben zu sammeln. In einem Festgottesdienst am 30. Oktober 1949 konsekrierte Kardinal Frings das zum Gotteshaus umgestaltete Bauwerk. Pfarrer Klinkhammer wohnte in einer für ihn in dem Bunker eingerichteten Wohnung bis zu seinem Tod 1997.
Zu Beginn der 1990er Jahre musste die Kirche dringend saniert werden; seit dem 30. November 1997 wird sie wieder in neuem Glanz genutzt. Auch wurde sie 2002 im Rahmen der EUROGA 2002 als Ausstellungs- und Kunstort neu entdeckt.
Seit dem Sommer 2015 gehört die Kirche der koptisch-orthodoxen Gemeinde, nachdem die katholische Gemeinde sie infolge rückläufiger Zahl von Gläubigen auf längere Sicht nicht hätte halten können. Für 700 koptische Familien aus Düsseldorf und aus dem Umkreis der Stadt ist das Gotteshaus religiöses Zentrum, das sie aus Spenden finanzieren.

## Umbau zur Kirche
Für den Umbau zur Kirche mussten zunächst die über zwei Meter dicken Zwischendecken zweier Stockwerke herausgesprengt werden. In die 1,10 m dicken Seitenwände des ursprünglich vier Etagen umfassenden Gebäudes wurden mehrere Fenster für Kirche und Wohnräume gesprengt. Der Schutt wurde von zahlreichen ehrenamtlichen Helfern nach draußen befördert. Keller und Turm sind dagegen im Originalzustand belassen worden. Am Ende hatte das Kirchenschiff des außen 47 m langen Bauwerks eine Länge von 35 m und eine Höhe von 9 m. Im Sommer 1952 bekam der Turm einen zum „Bunkerlook“ passenden Glockenturm aufgesetzt.

## Koptische Gemeinde

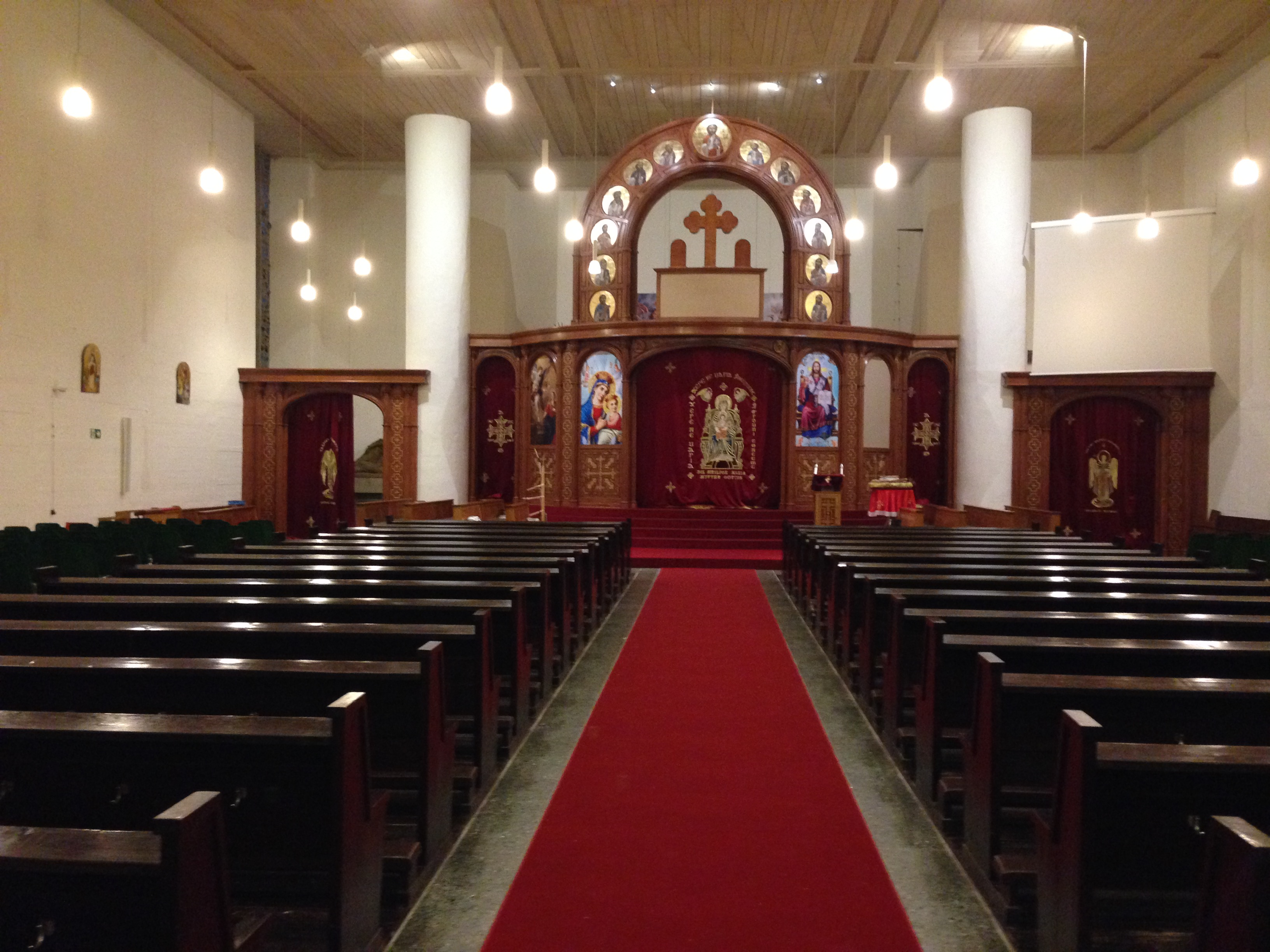
Kircheninneres, Ikonostase, 2017

Im Dezember 2015 übergab der Kölner Erzbischof Woelki die Bunkerkirche an die koptische Gemeinde Düsseldorf. In Vorbereitung auf die Weihe als koptisch-orthodoxe Kirche durch Papst Tawadros II. wurde eine Ikonostase geschaffen, die den Altarbereich als kunstvoll gestaltete Holzwand vom Kirchenschiff trennt. Neu ist auch ein tiefes Taufbecken aus Marmor, das die Ganzkörpertaufe der Kopten ermöglicht. Das alte Taufbecken steht seit der Neugestaltung im Eingangsbereich der Kirche. Eine Mitnutzung der Kirche durch die kleine katholische Ortsgemeinde und eine enge Zusammenarbeit im Bereich der Ökumene sind geplant.
Neben der Bunkerkirche sollte ein Integrationszentrum entstehen. Die koptische Gemeinde wollte dieses Integrationszentrum bauen, um den Menschen am Handweiser einen Treffpunkt zur Verfügung zu stellen.
Am 15. März 2018 verabschiedete sich die katholische Gemeinde St. Antonius und Benediktus von der Bunkerkirche St. Sakrament als Ort für regelmäßig stattfindende katholische Eucharistiefeiern. Ab diesem Termin wird die Bunkerkirche ausschließlich von der koptischen Gemeinde genutzt. Papst Tawadros II. weihte die Bunkerkirche am 12. Mai 2019 als koptisch-orthodoxe Kirche. Von katholischer Seite ist geplant, einmal im Jahr in die Bunkerkirche zu einer Eucharistiefeier einzuladen.

### Friedrich-Conzen-Haus

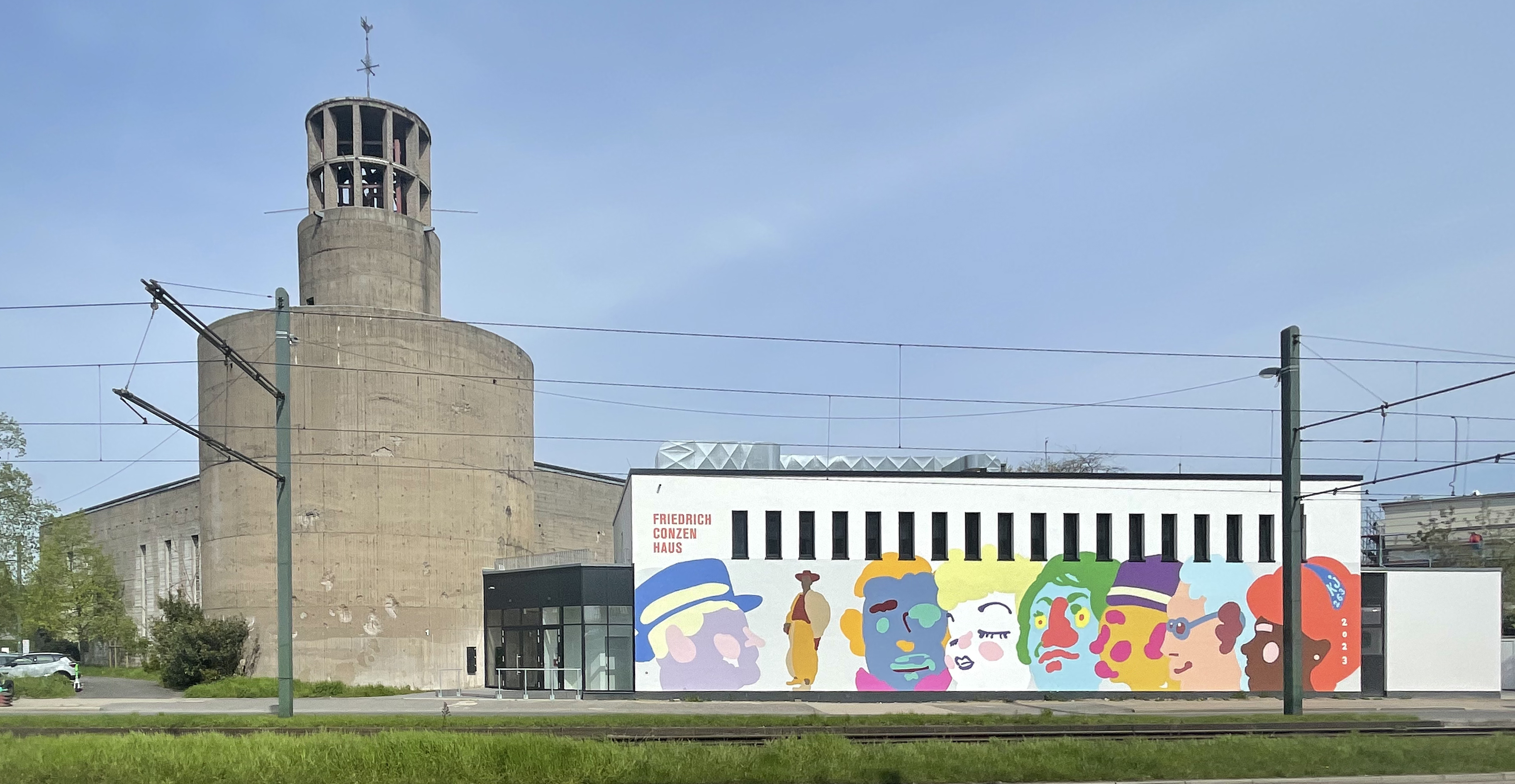
Friedrich-Conzen-Haus an der Bunkerkirche, Düsseldorf-Heerdt (2023)

Im März 2023 wurde das neue Gemeinde- und Bürgerzentrum der St. Marien Koptisch-Orthodoxen Bunkerkirche Düsseldorf eingeweiht. Das zweistöckige Gebäude, benannt nach dem im September 2022 verstorbenen ehemaligen Bürgermeister Friedrich G. Conzen (1946–2022), verfügt über einen großen Gemeinschaftsraum sowie über ein weitläufiges Foyer, das unmittelbar an die Bunkerkirche angrenzt. Die Fassade des Friedrich-Conzen-Hauses an der Heerdter Landstraße wurde mit großformatigen Gesichtern in allen Schattierungen, mit allen Haarfarben, von Menschen aus aller Herren Länder bemalt.

## Orgel
Die Orgel wurde 1972 von dem Orgelbauer Harald Strutz (Wuppertal-Barmen) für die evangelische Kirche in Hösel erbaut und 2002 für die Kirche St. Sakrament erworben. Das Instrument hat 13 Register auf zwei Manuale und Pedal. Die Spiel- und Registertrakturen sind mechanisch.
| I Hauptwerk C–g3 |                |    |
| 1.               | Rohrflöte      | 8′ |
| 2.               | Prinzipal      | 4′ |
| 3.               | Waldflöte      | 2′ |
| 4.               | Sesquialter II |    |
| 5.               | Mixtur IV-V    |    |

| II Schwellwerk C–g3 |            |    |
| 6.                  | Gedackt    | 8′ |
| 7.                  | Gemshorn   | 4′ |
| 8.                  | Prinzipal  | 2′ |
| 9.                  | Larigot II |    |
| 10.                 | Krummhorn  | 8′ |
|                     | Tremulant  |    |

| Pedal C–f1 |            |     |
| 11.        | Subbass    | 16′ |
| 12.        | Offenbass  | 8′  |
| 13.        | Rohrpfeife | 4′  |

- Koppeln: II/I, I/P, II/P

## Glocken
Im Turm der Kirche hängen drei Kirchenglocken aus Bronze, die nicht für diese Kirche gegossen worden waren:
| Glocke | Gießer                   | Gussjahr | Durchmesser | Gewicht | Schlagton |
| ------ | ------------------------ | -------- | ----------- | ------- | --------- |
| 1      | Gerhard Benninck, Danzig | 1651     | 1298 mm     | 1300 kg | dis' -1   |
| 2      | Christoph Herbst, Elbing | 1803     | 1070 mm     | 714 kg  | fis' ±0   |
| 3      | Ulrich, Apolda / Kempten | 1928     |             | 790 kg  | his' +7   |

## Kunst- und Ausstellungsort
Im November 2003 gründete Ulla Sommers den Kunstverein „Kunstort Bunkerkirche am Handweiser e. V.“, der die Räume der Bunkerkirche für Ausstellungen und Konzerte nutzte. Ende 2006 trat der Vorstand des Vereins allerdings wegen vertraglicher Differenzen mit der Kirchengemeinde geschlossen zurück, und der Verein löste sich auf.

## Andere Bunkerkirchen
- Bunkerkirche Waldkraiburg. Ehemalige Kirche (bis 1964) in einem Munitionsbunker aus dem Zweiten Weltkrieg, dient heute als Gemeindesaal.[9][10]
- „Bunkerkirche“ Stuttgart. Bau eines Luftschutzbunkers komplett unter einer Kirche – 1944 zerstört, Wiederaufbau 1950.[11]